# جيانلويجي كوينزي
جيانلويجي كوينزي (بالإيطالية: Gianluigi Quinzi)‏ مواليد 1 فبراير 1996 في إيطاليا، هو لاعب كرة مضرب إيطالي بدأ مسيرته كمحترف سنة 2012 ويحتل حالياً المرتبة رقم. 332 (9 أكتوبر 2015) في تصنيف رابطة محترفي كرة المضرب. أعلى تصنيف له في الفردي كان المركز الـ 301 في سنة 2014. أعلى تصنيف له في الزوجي كان المركز الـ 511 في سنة 2014.

## روابط خارجية
- جيانلويجي كوينزي على موقع رابطة محترفي التنس (الإنجليزية)
- جيانلويجي كوينزي على موقع الاتحاد الدولي لكرة المضرب (الإنجليزية)
- جيانلويجي كوينزي على موقع خلاصة التنس.كوم (الإنجليزية)
- جيانلويجي كوينزي على موقع إي إس بي إن.كوم (الإنجليزية)